# Malwina Menes-Kuczyńska
Malwina Menes-Kuczyńska - artystka malarka.

## Życiorys
Urodzona w Kurlandii. Córka Krzysztofa i Augusty z Rokisów. W 1918 r. poślubiła inż. Pawła Kuczyńskiego. Studiowała w Państwowej Szkole Sztuk Pięknych w Moskwie. W okresie 1927–1938 mieszkała w Warszawie.  Malowała pejzaże, kwiaty, martwe natury. Wystawiała w Zachęcie i Instytucie Propagandy Sztuki w Warszawie, Krakowie, Poznaniu, Bydgoszczy, Łodzi, Moskwie i Wilnie.